# Béla al IV-lea al Ungariei
Béla al IV-lea (n. 29 noiembrie 1206, Transilvania, Regatul Ungariei – d. 3 mai 1270, Buda, Regatul Ungariei), aparținând Dinastiei Arpadiene, a fost rege al Ungariei și al Croației (în uniune personală) între 1235 și 1270 și duce al Stiriei între 1254 și 1258 în Sfântul Imperiu Roman.

## Biografie
Béla al IV-lea fost fiul regelui Andrei al II-lea al Ungariei și al reginei Gertruda de Andechs, care a fost ucisă când el avea șase ani. A fost fratele sfintei Elisabeta de Turingia și tatăl prințesei Margareta a Ungariei.
Evenimentul cel mai dramatic din timpul domniei sale a fost marea invazie mongolă (1241). Moartea lui Ogodai Han (al treilea fiu al lui Ginghis Han) a determinat retragerea trupelor mongole.
Lui Béla al IV-lea i se datorează reconstrucția țării printr-o politică de repopulare. El a adus în Ungaria coloniști din Franța și Valonia, apoi în special din Renania. A confirmat drepturile cumanilor refugiați în Ungaria din calea invaziei mongole, cumani care au constituit importante corpuri de armată în confruntările ulterioare.
La 16 noiembrie 1242 a acordat Zagrebului statutul de oraș liber regesc.